# Joana Tomás
Joana Domingos dos Santos Filipe Tomás Martins, née en 1969, est une journaliste angolaise, occupant le poste de secrétaire générale de l’Organisation des femmes angolaises depuis 2021.

## Biographie

### Jeunesse et éducation
Joana Domingos dos Santos Filipe Tomás Martins naît en 1969 à Calandula (Angola) (en) dans la province de Malanje. 
Elle rejoigne dans les années 1980 l’organisation pionnière Agostinho Neto avant de déménager avec sa famille au Brésil, où elle poursuit son engagement auprès des jeunes militants. Elle y étudie la communication à l’Université méthodiste de São Paulo en sortant diplômée en 1993.

### Carrière
En 1995, Tomás retourne en Angola où elle entame sa carrière de journaliste à Televisão Pública de Angola. 
Elle est promue pour superviser la couverture télévisée de la province de la province de Cuando Cubango avant de prendre la direction de TPA International. 
Grâce à son engagement et son professionnalisme, elle reçoit le Prix Maboque en 2004 et le Prix national de journalisme en 2008,.

### Parcours politique et militantisme
Tomás poursuit son engagement politique en rejoignant le MPLA où elle contribue à plusieurs projets de communication et de campagnes. En 2019, elle est élue au Bureau politique du Comité central du parti.
Elle a rejoint l’Organisation des femmes angolaises (OMA), une structure politique nationale liée au MPLA, engagée dans la lutte contre les discriminations sexistes. 
En 2005, Tomás est élue au Comité national de l’OMA et accède en mars 2021 au poste de secrétaire générale pour un mandat de cinq ans,. 
Elle prend ainsi la relève de Luzia Inglês Van-Dúnem.